# Riserva naturale Bus della Genziana
La riserva naturale Bus della Genziana è un'area naturale protetta speleologica della regione Veneto nella provincia di Treviso; è stata istituita nel 1987.
Si estende a profondità 582 m circa ed ha uno sviluppo di 6 km circa.